# سباستین کورشیا
سباستین کورشیا (فرانسوی: Sébastien Corchia‎؛ زادهٔ ۱ نوامبر ۱۹۹۰) بازیکن فوتبال اهل فرانسه است.
از باشگاه‌هایی که در آن بازی کرده‌است می‌توان به لو مان، سوشو، لیل، سویا، بنفیکا، اسپانیول و نانت اشاره کرد.
وی همچنین در تیم ملی فوتبال فرانسه بازی کرده‌است.